# Nekrasove
Nekrasove (în ucraineană Некрасове) este o comună în raionul Vinnîțea, regiunea Vinnița, Ucraina, formată numai din satul de reședință.

## Demografie
Componența lingvistică a satului Nekrasove
     Ucraineană (96,74%)
     Rusă (3,03%)
Conform recensământului din 2001, majoritatea populației satului Nekrasove era vorbitoare de ucraineană (96,74%), existând în minoritate și vorbitori de rusă (3,03%).